# Verleger Oleksandr Sawtschuk
Verleger Oleksandr Sawtschuk (ukrainisch Видавець Олександр Савчук) ist ein ukrainischer Verlag für ukrainische Kunst, Architektur und Ethnographie, der 2010 in Charkiw gegründet wurde.

## Geschichte
Der Verlag wurde von dem Philosophen Oleksandr Sawtschuk im Jahr 2010 am Tag der Mariä Fürbitte mit der Mission gegründet, die großen Namen der ukrainischen Wissenschaft, Kultur und Kunst, die während der Sowjetunion verschwiegen wurden, wieder bekannt zu machen.
Im 2011 rief der Verlag die Reihe Sloboda Welt (Слобожанський світ) ins Leben, die dem kulturellen Erbe der Sloboda-Ukraine gewidmet ist.
2016 veröffentlichte Oleksandr Sawtschuk das Gesamtwerk von Hryhorij Skoworoda.
Als Russland die Ukraine 2022 überfiel, stellte der Verlag seine Tätigkeit trotz des andauernden russischen Bombardements von Charkiw nicht ein.
Im Oktober 2023 eröffnete Oleksandr Sawtschuk im Zentrum von Charkiw im Untergeschoss eines Gebäudes aus dem 19. Jahrhundert einen Schutzraum für Bücher (КнигоУкриття), welcher als Buchhandlung, Ausstellungs- und Veranstaltungsraum dient.
2023 erhielt der Verleger Oleksandr Sawtschuk den Sonderpreis der Frankfurter Buchmesse für die Erhaltung des kulturellen Erbes und die Rückführung prominenter Namen, Phänomene und Objekte in den kulturellen Diskurs der Ukraine.

## Programm
Verleger Oleksandr Sawtschuk spezialisiert sich auf wissenschaftliche Veröffentlichungen von Klassikern der ukrainischen Ethnographie, Kulturgeschichte und Kunstgeschichte: Dmytro Jawornyzkyj, Mykola Biljaschiwskyj, Dmytro Bahalij, Stefan Taranuschenko, Hnat Chotkewytsch, Wolodymyr Schuchewytsch, Fedir Wowk, Mychajlo Dragan, Pawlo Scholtowskyj, Yurii Shevelov, Leonid Uschkalow und andere.
Die Publikationen sind der Arbeit von Künstlern wie Heorhii Narbut, Mychajlo Bojtschuk, Wassyl Krytschewskyj, Myсhajlo Schuk, Oleksa Nowakiwskyj, Opanas Slastion und anderen gewidmet.

## Veröffentlichungen (Auswahl)
- Григорій Сковорода. Повна академічна збірка творів. (Hryhorij Skoworoda. Die komplette akademische Sammlung von Werken). Charkiw 2016, ISBN 978-966-2562-73-6 (Ukrainisch)
- Портрети українських кобзарів Опанаса Сластьона. (Porträts ukrainischer Kobzaren von Opanas Slastion). Charkiw 2018, ISBN 978-617-7538-15-7 (Ukrainisch)
- Гнат Хоткевич: Музичні інструменти українського народу (Hnat Chotkewytsch: Musikinstrumente des ukrainischen Volkes). Charkiw 2018, ISBN 978-617-7538-20-1 (Ukrainisch)[9]
- Леонід Ушкалов: Література і філософія: доба українського бароко. (Leonid Uschkalow: Literatur und Philosophie: die Epoche des ukrainischen Barocks). Charkiw 2019, ISBN 978-617-7538-28-7 (Ukrainisch)
- Микола Біляшівський: Українське народне мистецтво / Mykola Biliashivskyi: The peasant art of Ukraine. Charkiw 2022, ISBN 978-617-7538-79-9 (Ukrainisch und Englisch)
- Катерина Лебедєва: Микола Глущенко — художник і шпигун. (Kateryna Lebedjewa: Mykola Hluschtschenko - Künstler und Spion). Charkiw 2022, ISBN 978-617-7538-73-7 (Ukrainisch)
- Українська абетка. Малюнки Георгія Нарбута. (Das ukrainische Alphabet. Zeichnungen von Heorhii Narbut). Charkiw 2022, ISBN 978-617-7538-35-5 (Ukrainisch)
- Лесь Курбас: Філософія театру. (Les Kurbas: Philosophie des Theaters). Charkiw 2022, ISBN 978-617-7538-82-9 (Ukrainisch)
- Василь Кричевський: орнаментні композиції / Vasyl Krychevskyi: ornament compositions. Charkiw 2023, ISBN 978-617-7538-90-4 (Ukrainisch und Englisch)
- Юрій Шевельов: Триптих про призначення України. (George Shevelov: Triptychon über die Bestimmung der Ukraine). Charkiw 2023, ISBN 978-966-2562-92-7 (Ukrainisch)
- Любов Панченко: повернення / Liubov Panchenko: Recovery. Kyiv-Kharkiv 2023, ISBN 978-617-7538-74-4 (Ukrainisch und Englisch)
- Антоніна Тимченко: Мис доброї надії / Antonina Tymchenko: Cape of Good Hope, 2024, ISBN 978-617-8157-30-2 (Ukrainisch und Englisch)
- Омелян Пріцак: повернення до України. (Omeljan Pritsak: Rückkehr in die Ukraine). Charkiw 2024, ISBN 978-617-7538-88-1 (Ukrainisch)
- Natalka Maryntschak, Serhii Davydov: Dritte Kinder. Charkiw 2024, ISBN 978-617-8157-31-9 (Ukrainisch und Deutsch)